# Campiglossa iracunda
Campiglossa iracunda este o specie de muște din genul Campiglossa, familia Tephritidae. A fost descrisă pentru prima dată de Erich Martin Hering în anul 1938. Conform Catalogue of Life specia Campiglossa iracunda nu are subspecii cunoscute.